# Liste des distinctions de Katy Perry
 (juin 2018).
Si vous disposez d'ouvrages ou d'articles de référence ou si vous connaissez des sites web de qualité traitant du thème abordé ici, merci de compléter l'article en donnant les références utiles à sa vérifiabilité et en les liant à la section « Notes et références ».
Katy Perry est une chanteuse, auteure-compositrice-interprète .Elle est actuellement signée chez Capitol Records pour quatre albums One of the Boys, Teenage Dream.,Teenage Dream: The Complete Confection et Prism. Au total, Katy Perry a été nommée plus de 500 fois et a gagné plus de 200 récompenses. (Depuis 2008)

## 4Music Video Honours
| Année | Travail nommé              | Catégorie       | Résultat   |
| ----- | -------------------------- | --------------- | ---------- |
| 2011  | Katy Perry                 | Meilleure Femme | Nomination |
| 2011  | Katy Perry                 | Meilleure Vidéo | Nomination |
| 2012  | Part of Me                 | Meilleure Vidéo | Nomination |
| 2012  | Wide Awake                 | Meilleure Vidéo | Nomination |
| 2013  | Katy Perry                 | Meilleure Femme | Lauréat    |
| 2013  | Roar                       | Meilleure Vidéo | Nomination |
| 2014  | Katy Perry                 | Meilleure Femme | Nomination |
| 2014  | Dark Horse (feat. Juicy J) | Meilleure Vidéo | Nomination |

## American Music Awards
| Année | Travail nommé              | Catégorie                            | Résultat   |
| ----- | -------------------------- | ------------------------------------ | ---------- |
| 2010  | Katy Perry                 | Artiste de l'Année                   | Nomination |
| 2010  | Katy Perry                 | Meilleure Artiste Féminine Pop/Rock  | Nomination |
| 2010  | Teenage Dream              | Meilleur Album Pop/Rock              | Nomination |
| 2011  | Katy Perry                 | Meilleure Artiste Féminine Pop/Rock  | Nomination |
| 2011  | Katy Perry                 | Artiste Adult Contemporary           | Nomination |
| 2011  | Katy Perry                 | Artiste de l'Année                   | Nomination |
| 2011  | Katy Perry                 | Prix spécial                         | Lauréat    |
| 2012  | Katy Perry                 | Meilleure Artiste Féminine Pop/Rock  | Lauréat    |
| 2012  | Katy Perry                 | Artiste de l'Année                   | Nomination |
| 2014  | Katy Perry                 | Meilleure Artiste "Adult Contempory" | Lauréat    |
| 2014  | Katy Perry                 | Meilleure Artiste Féminine Pop/Rock  | Lauréat    |
| 2014  | Katy Perry                 | Artiste de l'Année                   | Nomination |
| 2014  | Dark Horse (feat. Juicy J) | Chanson de l'Année                   | Lauréat    |
| 2014  | Prism                      | Meilleur Album Pop/Rock de l'Année   | Nomination |

## APRA Music Awards
| Année | Travail nommé                       | Catégorie                        | Résultat   |
| ----- | ----------------------------------- | -------------------------------- | ---------- |
| 2011  | California Gurls (Feat. Snoop Dogg) | Travail International de l'année | Nomination |

## ARIA Music Awards
| Année | Travail nommé | Catégorie          | Résultat   |
| ----- | ------------- | ------------------ | ---------- |
| 2010  | Katy Perry    | Artiste de l'Année | Nomination |
| 2014  | Katy Perry    | Artiste de l'Année | Nomination |

## ASCAP Pop Music Awards
| Année | Travail nommé                       | Catégorie                   | Résultat |
| ----- | ----------------------------------- | --------------------------- | -------- |
| 2010  | Hot n Cold                          | Chanson la plus interprétée | Lauréat  |
| 2010  | Waking Up In Vegas                  | Chanson la plus interprétée | Lauréat  |
| 2011  | California Gurls (Feat. Snoop Dogg) | Chanson la plus interprétée | Lauréat  |
| 2011  | Teenage Dream                       | Chanson la plus interprétée | Lauréat  |
| 2012  | Teenage Dream                       | Chanson la plus interprétée | Lauréat  |
| 2012  | Firework                            | Chanson la plus interprétée | Lauréat  |
| 2012  | E.T. (Feat. Kanye West)             | Chanson la plus interprétée | Lauréat  |
| 2012  | Last Friday Night (T.G.I.F.)        | Chanson la plus interprétée | Lauréat  |
| 2013  | The One That Got Away               | Chanson la plus interprétée | Lauréat  |
| 2013  | Part of Me                          | Chanson la plus interprétée | Lauréat  |
| 2013  | Wide Awake                          | Chanson la plus interprétée | Lauréat  |
| 2014  | Roar                                | Chanson la plus interprétée | Lauréat  |

## Billboard Awards

### Billboard Latin Music Awards
| Année | Travail nommé | Catégorie                    | Résultat   |
| ----- | ------------- | ---------------------------- | ---------- |
| 2012  | Katy Perry    | Artiste Crossover de l'Année | Nomination |

### Billboard Mid-Year Music Awards
| Année | Travail nommé                | Catégorie                    | Résultat   |
| ----- | ---------------------------- | ---------------------------- | ---------- |
| 2011  | Last Friday Night (T.G.I.F.) | Meilleur Clip Vidéo          | Nomination |
| 2011  | Firework                     | Chanson N°1 Favorite Hot 100 | Nomination |
| 2011  | E.T. (Feat. Kanye West)      | Chanson N°1 Favorite Hot 100 | Nomination |
| 2014  | Katy Perry                   | First-Half MVP               | Nomination |
| 2014  | Dark Horse (Feat. Juicy J)   | Chanson N°1 Favorite Hot 100 | Nomination |
| 2014  | Dark Horse (Feat. Juicy J)   | Meilleur Clip Vidéo          | Nomination |
| 2014  | Birthday                     | Meilleur Clip Vidéo          | Nomination |
| 2014  | The Prismatic World Tour     | Meilleure Tournée            | Nomination |

### Billboard Music Awards
| Année | Travail nommé                       | Catégorie                            | Résultat   |
| ----- | ----------------------------------- | ------------------------------------ | ---------- |
| 2011  | Katy Perry                          | Meilleurs Fans                       | Nomination |
| 2011  | Katy Perry                          | Top 100 Artist du Hot                | Lauréat    |
| 2011  | Katy Perry                          | Top Artiste des Chansons Digitales   | Lauréat    |
| 2011  | Katy Perry                          | Top Artiste des Chansons en Radio    | Nomination |
| 2011  | Katy Perry                          | Top Artiste Féminine                 | Nomination |
| 2011  | Katy Perry                          | Top Artiste Pop                      | Nomination |
| 2011  | California Gurls (Feat. Snoop Dogg) | Top Chanson Pop                      | Nomination |
| 2011  | California Gurls (Feat. Snoop Dogg) | Top Chanson Digitale                 | Nomination |
| 2011  | California Gurls (Feat. Snoop Dogg) | Top Chanson Pop                      | Nomination |
| 2011  | Teenage Dream                       | Top Chanson Pop                      | Nomination |
| 2011  | Firework                            | Top Chanson Pop                      | Nomination |
| 2011  | Teenage Dream                       | Top Album Pop                        | Nomination |
| 2012  | Katy Perry                          | Spotligth Award                      | Lauréat    |
| 2012  | Katy Perry                          | Artiste de l'année                   | Nomination |
| 2012  | Katy Perry                          | Top Hot 100 artiste de l'année       | Nomination |
| 2012  | Katy Perry                          | Top Artiste radio songs              | Nomination |
| 2012  | Katy Perry                          | Artiste féminine de l'année          | Nomination |
| 2012  | Katy Perry                          | Top artiste digital songs            | Nomination |
| 2012  | Katy Perry                          | Artiste pop de l'année               | Nomination |
| 2012  | E.T. (Feat. Kanye West)             | Chanson Hot 100 de l'année           | Nomination |
| 2012  | E.T. (Feat. Kanye West)             | Top chanson digitale                 | Nomination |
| 2012  | E.T. (Feat. Kanye West)             | Chanson pop de l'année               | Nomination |
| 2013  | Katy Perry                          | Artist Social de l'année             | Nomination |
| 2013  | Katy Perry                          | Femme de l'année                     | Lauréat    |
| 2014  | Katy Perry                          | Meilleur Artiste                     | Nomination |
| 2014  | Katy Perry                          | Meilleure Artiste Féminine           | Lauréat    |
| 2014  | Katy Perry                          | Meilleur Artiste Hot 100             | Nomination |
| 2014  | Katy Perry                          | Meilleur Artiste de Chanson en Radio | Lauréat    |
| 2014  | Katy Perry                          | Meilleur Artiste de Chanson Digitale | Lauréat    |
| 2014  | Katy Perry                          | Meilleur Artiste Streaming           | Nomination |
| 2014  | Roar                                | Top Hot 100 Chanson                  | Nomination |
| 2014  | Roar                                | Top Chanson en Radio                 | Nomination |
| 2014  | Roar                                | Top Chanson Digitale                 | Nomination |
| 2014  | Roar                                | Top Clip en Streaming                | Nomination |

### Billboard Music Japan Awards
| Année | Travail nommé                       | Catégorie                      | Résultat   |
| ----- | ----------------------------------- | ------------------------------ | ---------- |
| 2010  | California Gurls (Feat. Snoop Dogg) | Hot 100 Airplay de l'Année     | Nomination |
| 2010  | California Gurls (Feat. Snoop Dogg) | Adulte Contemporary de l'Année | Nomination |

### Billboard Summer Songs
| Année | Travail nommé                       | Catégorie                                         | Résultat |
| ----- | ----------------------------------- | ------------------------------------------------- | -------- |
| 2014  | California Gurls (Feat. Snoop Dogg) | Chanson d'Été la plus Populaire de tous les Temps | Lauréat  |

### Billboard Touring Awards
| Année | Travail nommé            | Catégorie                              | Résultat   |
| ----- | ------------------------ | -------------------------------------- | ---------- |
| 2010  | Katy Perry               | Breakthrough Act                       | Nomination |
| 2014  | The Prismatic World Tour | Meilleur Package                       | Lauréat    |
| 2014  | The Prismatic World Tour | Marketing & Promotion de Concert Award | Nomination |

### Billboard Year-End Chart Awards
| Année | Travail nommé                      | Catégorie                   | Résultat |
| ----- | ---------------------------------- | --------------------------- | -------- |
| 2010  | California Gurls (feat.Snoop Dogg) | Hot 100 Canadien            | Lauréat  |
| 2011  | E.T. (feat.Kanye West)             | Top Dance Club/Songs        | Lauréat  |
| 2011  | Katy Perry                         | Top Hot 100 Artist          | Lauréat  |
| 2011  | Katy Perry                         | Top Radio Songs Artist      | Lauréat  |
| 2011  | Katy Perry                         | Top Pop Songs Artist        | Lauréat  |
| 2011  | Katy Perry                         | Top Digital Songs Artist    | Lauréat  |
| 2011  | Katy Perry                         | Top Adult Pop Songs Artist  | Lauréat  |
| 2011  | Katy Perry                         | Top Dance/Club Artist       | Lauréat  |
| 2012  | Katy Perry                         | Top Pop Songs Artist        | Lauréat  |
| 2012  | Katy Perry                         | Top Dance/Club Artist       | Lauréat  |
| 2014  | Dark Horse (feat.Juicy J)          | Top Pop Song                | Lauréat  |
| 2014  | Dark Horse (feat.Juicy J)          | Top Streaming Song          | Lauréat  |
| 2014  | Dark Horse (feat.Juicy J)          | Top Pop Digital Song        | Lauréat  |
| 2014  | Katy Perry                         | Meilleure Artiste Féminine  | Lauréat  |
| 2014  | Katy Perry                         | Top Hot 100 Artist          | Lauréat  |
| 2014  | Katy Perry                         | Top Canadian Hot 100 Artist | Lauréat  |
| 2014  | Katy Perry                         | Top Radio Songs Artist      | Lauréat  |
| 2014  | Katy Perry                         | Top Pop Songs Artist        | Lauréat  |
| 2014  | Katy Perry                         | Top Streaming Songs Artist  | Lauréat  |
| 2014  | Katy Perry                         | Top Adult Pop Songs Artist  | Lauréat  |
| 2014  | Katy Perry                         | Top Dance/Club Artist       | Lauréat  |

### Billboard's Women in Music Awards
| Année | Travail nommé | Catégorie        | Résultat |
| ----- | ------------- | ---------------- | -------- |
| 2012  | Katy Perry    | Femme de l'Année | Lauréat  |

## BMI Pop Music Awards
| Année | Travail nommé                       | Catégorie              | Résultat |
| ----- | ----------------------------------- | ---------------------- | -------- |
| 2011  | California Gurls (Feat. Snoop Dogg) | Chanson de l'Année     | Lauréat  |
| 2012  | Firework                            | Chanson Pop de l'Année | Lauréat  |
| 2012  | Last Friday Night (T.G.I.F.)        | Chanson de l'Année     | Lauréat  |
| 2012  | Firework                            | Chanson de l'Année     | Lauréat  |
| 2012  | Teenage Dream                       | Chanson de l'Année     | Lauréat  |
| 2013  | Part of Me                          | Chanson de l'Année     | Lauréat  |
| 2013  | Wide Awake                          | Chanson de l'Année     | Lauréat  |
| 2014  | Roar                                | Chanson de l'Année     | Lauréat  |

## Bravo A-List Awards
| Année | Travail nommé   | Catégorie          | Résultat   |
| ----- | --------------- | ------------------ | ---------- |
| 2009  | Katy Perry      | Artiste de l'Année | Nomination |
| 2009  | Katy Perry      | Breakout           | Nomination |
| 2009  | Katy Perry      | Kate               | Nomination |
| 2009  | I Kissed a Girl | Chanson Digitale   | Nomination |

## Brit Awards
| Année | Travail nommé | Catégorie                                  | Résultat   |
| ----- | ------------- | ------------------------------------------ | ---------- |
| 2009  | Katy Perry    | Artiste Féminine Internationale de l'Année | Lauréat    |
| 2011  | Katy Perry    | Artiste Féminine Internationale de l'Année | Nomination |
| 2011  | Teenage Dream | Album International                        | Nomination |
| 2014  | Katy Perry    | Artiste Féminine Internationale de l'Année | Nomination |

## BSD Spin Awards
| Année | Travail nommé                       | Catégorie                                | Résultat |
| ----- | ----------------------------------- | ---------------------------------------- | -------- |
| 2009  | Hot n Cold                          | BDS Certified Spin Award (500,000 spins) | Lauréat  |
| 2010  | I Kissed a Girl                     | BDS Certified Spin Award (300,000 spins) | Lauréat  |
| 2010  | California Gurls (Feat. Snoop Dogg) | BDS Certified Spin Award (100,000 spins) | Lauréat  |
| 2011  | Hot n Cold                          | BDS Certified Spin Award (700,000 spins) | Lauréat  |
| 2011  | California Gurls (Feat. Snoop Dogg) | BDS Certified Spin Award (600,000 spins) | Lauréat  |
| 2011  | Firework                            | BDS Certified Spin Award (500,000 spins) | Lauréat  |
| 2011  | Teenage Dream                       | BDS Certified Spin Award (500,000 spins) | Lauréat  |
| 2011  | E.T. (Feat. Kanye West)             | BDS Certified Spin Award (300,000 spins) | Lauréat  |
| 2011  | E.T. (Feat. Kanye West)             | BDS Certified Spin Award (400,000 spins) | Lauréat  |

## BT Digital Music Awards
| Année | Travail nommé | Catégorie                             | Résultat   |
| ----- | ------------- | ------------------------------------- | ---------- |
| 2011  | Katy Perry    | Meilleure Artiste Féminine            | Nomination |
| 2011  | Katy Perry    | Meilleur Artiste/Groupe International | Nomination |

## Canadian Fragance Awards
| Année | Travail nommé         | Catégorie                                 | Résultat |
| ----- | --------------------- | ----------------------------------------- | -------- |
| 2014  | Killer Queen (Parfum) | Meilleur Parfum choisit par les Acheteurs | Lauréat  |

## Capital Loves Awards
| Année | Travail nommé            | Catégorie         | Résultat   |
| ----- | ------------------------ | ----------------- | ---------- |
| 2014  | The Prismatic World Tour | Meilleure Tournée | Nomination |

## Capital Twitter Awards
| Année | Travail nommé | Catégorie        | Résultat |
| ----- | ------------- | ---------------- | -------- |
| 2014  | Katy Perry    | Reine de Twitter | Lauréat  |

## Capricho Awards
| Année | Travail nommé                       | Catégorie                       | Résultat   |
| ----- | ----------------------------------- | ------------------------------- | ---------- |
| 2010  | Katy Perry                          | Artiste le/la plus Stylé(e)     | Nomination |
| 2010  | Katy Perry                          | Artiste Féminine International  | Lauréat    |
| 2010  | California Gurls (Feat. Snoop Dogg) | Chanson Internationale          | Nomination |
| 2011  | Katy Perry                          | Meilleur Concert                | Nomination |
| 2011  | Firework                            | Chanson Internationale          | Nomination |
| 2011  | Last Friday Night (T.G.I.F.)        | Meilleure Vidéo                 | Lauréat    |
| 2012  | Wide Awake                          | Meilleure Vidéo                 | Nomination |
| 2012  | Katy Perry                          | Artiste Féminine Internationale | Nomination |
| 2013  | Roar                                | Chanson Internationale          | Lauréat    |
| 2014  | Katy Perry                          | Artiste Féminine Internationale | Nomination |
| 2014  | KatyCats                            | Meilleure Fan Base de l'Année   | Nomination |
| 2014  | Katy Perry & John Mayer             | Séparation la plus choquante    | Nomination |
| 2014  | Dark Horse (Feat. Juicy J)          | Hit International               | Nomination |

## Certified Vevo
| Année | Travail nommé                       | Catégorie            | Résultat |
| ----- | ----------------------------------- | -------------------- | -------- |
| 2011  | Teenage Dream                       | 100 Millions de Vues | Lauréat  |
| 2011  | Firework                            | 100 Millions de Vues | Lauréat  |
| 2011  | E.T. (Feat. Kanye West)             | 100 Millions de Vues | Lauréat  |
| 2012  | Last Friday Night (T.G.I.F.)        | 100 Millions de Vues | Lauréat  |
| 2012  | The One That Got Away               | 100 Millions de Vues | Lauréat  |
| 2012  | Part of Me                          | 100 Millions de Vues | Lauréat  |
| 2012  | Wide Awake                          | 100 Millions de Vues | Lauréat  |
| 2012  | Hot n Cold                          | 100 Millions de Vues | Lauréat  |
| 2013  | Roar                                | 100 Millions de Vues | Lauréat  |
| 2013  | California Gurls (Feat. Snoop Dogg) | 100 Millions de Vues | Lauréat  |
| 2014  | Unconditionally                     | 100 Millions de Vues | Lauréat  |
| 2014  | Dark Horse (Feat. Juicy J)          | 100 Millions de Vues | Lauréat  |
| 2014  | This Is How We Do                   | 100 Millions de Vues | Lauréat  |

## Channel [V] Thailand Music Video Awards
| Année | Travail nommé | Catégorie                                | Résultat   |
| ----- | ------------- | ---------------------------------------- | ---------- |
| 2009  | Katy Perry    | Nouvel Artiste Populaire International   | Nomination |
| 2011  | Katy Perry    | Artiste Féminine Populaire International | Nomination |

## ChartAttack.com
| Année | Travail nommé | Catégorie                    | Résultat |
| ----- | ------------- | ---------------------------- | -------- |
| 2010  | Teenage Dream | Meilleur Album International | Lauréat  |

## Cosmopolitan Ultimate Women Of The Year Awards
| Année | Travail nommé | Catégorie              | Résultat |
| ----- | ------------- | ---------------------- | -------- |
| 2010  | Katy Perry    | Artiste Internationale | Lauréat  |

## ECHO Music Awards
| Année | Travail nommé   | Catégorie                                | Résultat   |
| ----- | --------------- | ---------------------------------------- | ---------- |
| 2009  | I Kissed a Girl | Hit de l'Année                           | Nomination |
| 2011  | Katy Perry      | Artiste Pop/Rock Féminine Internationale | Nomination |

## ESKA Music Awards
| Année | Travail nommé   | Catégorie               | Résultat |
| ----- | --------------- | ----------------------- | -------- |
| 2009  | One of the Boys | Meilleure Vente d'Album | Lauréat  |

## FHM Magazine
| Année | Travail nommé | Catégorie                   | Résultat   |
| ----- | ------------- | --------------------------- | ---------- |
| 2009  | Katy Perry    | Femme la plus Sexy du Monde | Nomination |
| 2010  | Katy Perry    | Femme la plus Sexy du Monde | Nomination |
| 2011  | Katy Perry    | Femme la plus Sexy du Monde | Nomination |
| 2012  | Katy Perry    | Femme la plus Sexy du Monde | Nomination |
| 2013  | Katy Perry    | Femme la plus Sexy du Monde | Nomination |

## FiFi Awards
| Année | Travail nommé | Catégorie       | Résultat |
| ----- | ------------- | --------------- | -------- |
| 2011  | Purr (parfum) | Meilleure Vente | Lauréat  |

## Flecking Records Awards
| Année | Travail nommé                       | Catégorie                             | Résultat   |
| ----- | ----------------------------------- | ------------------------------------- | ---------- |
| 2011  | Katy Perry                          | La Femme la plus Sexy de l'Année      | Nomination |
| 2011  | Katy Perry                          | La Femme la plus Stylée               | Nomination |
| 2011  | Katy Perry                          | Meilleure Musicienne                  | Nomination |
| 2011  | California Gurls (feat. Snoop Dogg) | Meilleur Single                       | Nomination |
| 2011  | Teenage Dream                       | Meilleur Album                        | Nomination |
| 2011  | Firework                            | Meilleur Clip Vidéo                   | Nomination |
| 2012  | Katy Perry                          | La Femme la plus Sexy de l'Année      | Nomination |
| 2012  | Katy Perry                          | Musicienne de l'Année                 | Nomination |
| 2012  | Katy Perry                          | Icone Fashion Féminine de l'Année     | Nomination |
| 2012  | Katy Perry                          | La Femme la plus "Twitter" de l'Année | Lauréat    |

## FLZ Awards
| Année | Travail nommé                | Catégorie                       | Résultat   |
| ----- | ---------------------------- | ------------------------------- | ---------- |
| 2011  | Katy Perry                   | Célébrité qui à besoin de repos | Nomination |
| 2011  | Last Friday Night (T.G.I.F.) | Chanson de l'Année              | Nomination |
| 2011  | Last Friday Night (T.G.I.F.) | Clip Vidéo Préféré de l'Année   | Nomination |

## Fright Night Awards
| Année | Travail nommé | Catégorie                                           | Résultat   |
| ----- | ------------- | --------------------------------------------------- | ---------- |
| 2012  | Katy Perry    | Célébrité Féminine Préférée Habillée pour Halloween | Nomination |
| 2012  | Katy Perry    | Célébrité Préférée en Costume                       | Nomination |

## Fonogram Awards
| Année | Travail nommé   | Catégorie                    | Résultat   |
| ----- | --------------- | ---------------------------- | ---------- |
| 2009  | One of the Boys | Album International Pop/Rock | Nomination |

## Fuse TV
| Année | Travail nommé              | Catégorie                   | Résultat |
| ----- | -------------------------- | --------------------------- | -------- |
| 2014  | Dark Horse (Feat. Juicy J) | Meilleur Clip Vidéo de 2014 | Lauréat  |

## Glamour Women of the Year Awards
| Année | Travail nommé | Catégorie                             | Résultat |
| ----- | ------------- | ------------------------------------- | -------- |
| 2009  | Katy Perry    | Aussie Hair Care Newcomer of the Year | Lauréat  |
| 2011  | Katy Perry    | Meilleure Artiste Solo                | Lauréat  |

## Grammy Awards
| Année | Travail nommé                       | Catégorie                      | Résultat   |
| ----- | ----------------------------------- | ------------------------------ | ---------- |
| 2009  | I Kissed a Girl                     | Meilleure Performance Solo Pop | Nomination |
| 2010  | Hot n Cold                          | Meilleure Performance Solo Pop | Nomination |
| 2011  | Teenage Dream                       | Album de l'Année               | Nomination |
| 2011  | Teenage Dream                       | Meilleur Album Pop Vocal       | Nomination |
| 2011  | Teenage Dream                       | Meilleure Performance Solo Pop | Nomination |
| 2011  | California Gurls (Feat. Snoop Dogg) | Meilleure Collaboration Pop    | Nomination |
| 2012  | Firework                            | Enregistrement de l'Année      | Nomination |
| 2012  | Firework                            | Meilleure Performance Solo Pop | Nomination |
| 2013  | Wide Awake                          | Meilleure Performance Solo Pop | Nomination |
| 2014  | Roar                                | Meilleure Performance Solo Pop | Nomination |
| 2014  | Roar                                | Chansons de l'Année            | Nomination |
| 2015  | Dark Horse (Feat. Juicy J)          | Meilleure Performance Duo Pop  | Nomination |
| 2015  | Prism                               | Meilleur Album Pop Vocal       | Nomination |

## Guinness World Records
| Année | Travail nommé | Catégorie                                                                                       | Résultat |
| ----- | ------------- | ----------------------------------------------------------------------------------------------- | -------- |
| 2010  | Katy Perry    | Meilleur Commencement dans le Classement US Digital par une Artiste Féminine                    | Lauréat  |
| 2013  | Katy Perry    | Première Artiste Féminine à classer 5 chansons n°1 venant d'un seul album dans le Top US Single | Lauréat  |
| 2015  | Katy Perry    | Le Plus d'abonnés sur Twitter                                                                   | Lauréat  |

## iHeartRadio Music Awards
| Année | Travail nommé              | Catégorie               | Résultat   |
| ----- | -------------------------- | ----------------------- | ---------- |
| 2014  | Katy Perry                 | Artiste de l'Année      | Nomination |
| 2014  | Katy Perry                 | Meilleur Armée de Fan   | Nomination |
| 2014  | Roar                       | Chanson de l'Année      | Nomination |
| 2015  | Dark Horse (Feat. Juicy J) | Meilleure Collaboration | En attente |

## IFPI Global Recording Artist Award
| Année | Travail nommé | Catégorie               | Résultat   |
| ----- | ------------- | ----------------------- | ---------- |
| 2014  | Katy Perry    | Global Recording Artist | Nomination |

## IFPI Platinum Europe Awards
| Année | Travail nommé   | Catégorie     | Résultat |
| ----- | --------------- | ------------- | -------- |
| 2009  | One of the Boys | Titre d'Album | Lauréat  |
| 2011  | Teenage Dream   | Titre d'Album | Lauréat  |

## International Dance Music Awards
| Année | Travail nommé   | Catégorie                          | Résultat   |
| ----- | --------------- | ---------------------------------- | ---------- |
| 2009  | I Kissed a Girl | Meilleure Chanson Rock/Alternative | Nomination |
| 2009  | I Kissed a Girl | Meilleure Chanson Pop Dance        | Nomination |
| 2010  | Katy Perry      | Meilleure Artiste                  | Nomination |
| 2011  | Firework        | Meilleure Chanson Pop Dance        | Nomination |
| 2011  | Firework        | Meilleure Clip Vidéo               | Nomination |
| 2011  | Katy Perry      | Meilleure Artiste                  | Nomination |

## Kaiet Music Awards
| Année | Travail nommé   | Catégorie                               | Résultat |
| ----- | --------------- | --------------------------------------- | -------- |
| 2009  | I Kissed a Girl | Meilleure Clip Vidéo Féminine           | Lauréat  |
| 2009  | I Kissed a Girl | Meilleure Clip Vidéo Pop                | Lauréat  |
| 2009  | I Kissed a Girl | Meilleure Nouvelle Artiste dans un Clip | Lauréat  |
| 2009  | I Kissed a Girl | Meilleure Clip Vidéo en anglais         | Lauréat  |
| 2009  | I Kissed a Girl | Clip Vidéo de l'Année                   | Lauréat  |

## Juno Awards
| Année | Travail nommé | Catégorie                      | Résultat   |
| ----- | ------------- | ------------------------------ | ---------- |
| 2011  | Teenage Dream | Album International de l'Année | Lauréat    |
| 2015  | Prism         | Album International de l'Année | En attente |

## Logiradio Music Awards
| Année | Travail nommé | Catégorie           | Résultat   |
| ----- | ------------- | ------------------- | ---------- |
| 2011  | Katy Perry    | Meilleure Femme     | Nomination |
| 2011  | Firework      | Meilleur Clip Vidéo | Nomination |
| 2011  | Firework      | Meilleure Chanson   | Nomination |

## MTV Awards

### Los Premios MTV Latinoamérica
| Année | Travail nommé   | Catégorie                 | Résultat   |
| ----- | --------------- | ------------------------- | ---------- |
| 2008  | Katy Perry      | Révélation Internationale | Nomination |
| 2008  | Katy Perry      | Fashionista               | Nomination |
| 2008  | I Kissed a Girl | Chanson de l'Année        | Nomination |
| 2009  | Hot n Cold      | Meilleure Sonnerie        | Lauréat    |
| 2009  | Katy Perry      | Fashionista               | Nomination |

### MTV Australia Awards
| Année | Travail nommé | Catégorie        | Résultat |
| ----- | ------------- | ---------------- | -------- |
| 2009  | Katy Perry    | Meilleur Passage | Lauréat  |

### MTV Europe Music Awards
| Année | Travail nommé                       | Catégorie                       | Résultat   |
| ----- | ----------------------------------- | ------------------------------- | ---------- |
| 2008  | I Kissed a Girl                     | Meilleure Chanson Addictive     | Nomination |
| 2008  | Katy Perry                          | Révélation d'Interprète         | Lauréat    |
| 2009  | Katy Perry                          | Meilleure Artiste Féminine      | Nomination |
| 2009  | Waking Up In Vegas                  | Meilleur Clip Vidéo             | Nomination |
| 2010  | Katy Perry                          | Meilleure Artiste Féminine      | Nomination |
| 2010  | Katy Perry                          | Meilleure Artiste Pop           | Nomination |
| 2010  | Katy Perry                          | Meilleure Tournée Mondiale      | Nomination |
| 2010  | California Gurls (Feat. Snoop Dogg) | Meilleur Clip Vidéo             | Lauréat    |
| 2010  | California Gurls (Feat. Snoop Dogg) | Meilleure Chanson               | Nomination |
| 2011  | Katy Perry                          | Meilleure Artiste Féminine      | Nomination |
| 2011  | Katy Perry                          | Meilleur Artiste Pop            | Nomination |
| 2011  | Katy Perry                          | Meilleur Concert                | Lauréat    |
| 2011  | Katy Perry                          | Meilleur Artiste Nord-Américain | Nomination |
| 2011  | Firework                            | Meilleure Chansons              | Nomination |
| 2012  | Katy Perry                          | Meilleure Artiste Féminine      | Nomination |
| 2012  | Katy Perry                          | Meilleur Artiste Pop            | Nomination |
| 2012  | Katy Perry                          | Plus grande Fan Base            | Nomination |
| 2012  | Katy Perry                          | Meilleur Artiste Nord-Américain | Nomination |
| 2012  | Wide Awake                          | Meilleure Vidéo                 | Nomination |
| 2013  | Katy Perry                          | Meilleure Artiste Féminine      | Lauréat    |
| 2013  | Katy Perry                          | Meilleur Artiste Pop            | Nomination |
| 2014  | Katy Perry                          | Meilleure Artiste Féminine      | Nomination |
| 2014  | Katy Perry                          | Meilleur Artiste Pop            | Nomination |
| 2014  | Katy Perry                          | Meilleur Look                   | Lauréat    |
| 2014  | Katy Perry                          | Meilleur Concert                | Nomination |
| 2014  | Katy Perry                          | Meilleur US Act                 | Nomination |
| 2014  | Dark Horse (Feat. Juicy J)          | Meilleure Chanson               | Nomination |
| 2014  | Dark Horse (Feat. Juicy J)          | Meilleure Vidéo                 | Lauréat    |

### MTV Italy Music Awards
| Année | Travail nommé | Catégorie          | Résultat   |
| ----- | ------------- | ------------------ | ---------- |
| 2014  | Katy Perry    | Wonder Woman Award | Nomination |

### MTV O Music Awards
| Année | Travail nommé             | Catégorie                           | Résultat   |
| ----- | ------------------------- | ----------------------------------- | ---------- |
| 2011  | "Catfight" (avec Rihanna) | Meilleur GIF Animé                  | Nomination |
| 2011  | E.T. (Feat. Kanye West)   | Meilleur Lyric Vidéo                | Nomination |
| 2011  | Katy Perry                | Meilleur Artiste avec un photophone | Nomination |

### MTV Millennial Awards
| Année | Travail nommé | Catégorie | Résultat   |
| ----- | ------------- | --------- | ---------- |
| 2014  | Katy Perry    | #EPICFAIL | Nomination |

### MTV Video Music Awards
| Année | Travail nommé                       | Catégorie                      | Résultat   |
| ----- | ----------------------------------- | ------------------------------ | ---------- |
| 2008  | I Kissed a Girl                     | Meilleure Direction Artistique | Nomination |
| 2008  | I Kissed a Girl                     | Meilleur Cinématographie       | Nomination |
| 2008  | I Kissed a Girl                     | Meilleur édition               | Nomination |
| 2008  | I Kissed a Girl                     | Meilleur Clip Vidéo Féminine   | Nomination |
| 2008  | I Kissed a Girl                     | Révélation                     | Nomination |
| 2009  | Hot n Cold                          | Meilleure Clip Vidéo Féminine  | Nomination |
| 2010  | California Gurls (Feat. Snoop Dogg) | Meilleure Clip Vidéo Féminine  | Nomination |
| 2010  | California Gurls (Feat. Snoop Dogg) | Meilleure Clip Vidéo Pop       | Nomination |
| 2011  | Firework                            | Clip de L'année                | Lauréat    |
| 2011  | Firework                            | Meilleure Clip Vidéo Féminine  | Nomination |
| 2011  | E.T. (Feat. Kanye West)             | Meilleure Collaboration        | Lauréat    |
| 2011  | E.T. (Feat. Kanye West)             | Meilleurs Effets Spéciaux      | Lauréat    |
| 2011  | E.T. (Feat. Kanye West)             | Meilleure Direction Artistique | Nomination |
| 2011  | E.T. (Feat. Kanye West)             | Meilleure Direction            | Nomination |
| 2011  | E.T. (Feat. Kanye West)             | Meilleure Édition              | Nomination |
| 2011  | Teenage Dream                       | Meilleure Cinématographie      | Nomination |
| 2011  | Last Friday Night (T.G.I.F.)        | Meilleure Vidéo Pop            | Nomination |
| 2012  | Wide Awake                          | Clip de L'année                | Nomination |
| 2012  | Wide Awake                          | Meilleurs Effets Visuels       | Nomination |
| 2012  | Wide Awake                          | Meilleure Direction Artistique | Lauréat    |
| 2012  | Part of Me                          | Meilleur Clip Vidéo Féminin    | Nomination |
| 2014  | Dark Horse (Feat. Juicy J)          | Meilleur Clip Vidéo Féminin    | Lauréat    |
| 2014  | Dark Horse (Feat. Juicy J)          | Meilleure Collaboration        | Nomination |
| 2014  | Birthday                            | Meilleure Lyric Vidéo          | Nomination |

### MTV Video Music Brasil
| Année | Travail nommé | Catégorie                        | Résultat   |
| ----- | ------------- | -------------------------------- | ---------- |
| 2008  | Katy Perry    | Meilleure Artiste Internationale | Nomination |
| 2009  | Katy Perry    | Meilleure Artiste Internationale | Nomination |
| 2010  | Katy Perry    | Meilleure Artiste Internationale | Nomination |

### MTV Video Music Awards Japan
| Année | Travail nommé                       | Catégorie                   | Résultat   |
| ----- | ----------------------------------- | --------------------------- | ---------- |
| 2009  | Katy Perry                          | Meilleure Révélation        | Nomination |
| 2009  | I Kissed a Girl                     | Meilleur Clip Vidéo Pop     | Lauréat    |
| 2011  | California Gurls (Feat. Snoop Dogg) | Meilleure Collaboration     | Nomination |
| 2011  | California Gurls (Feat. Snoop Dogg) | Meilleur Clip Vidéo Pop     | Nomination |
| 2011  | California Gurls (Feat. Snoop Dogg) | Clip Vidéo de l'Année       | Nomination |
| 2014  | Roar                                | Clip Vidéo de l'Année       | Nomination |
| 2014  | Roar                                | Meilleur Clip Vidéo Féminin | Nomination |

### MTV Platinum Video Plays Awards
| Année | Travail nommé                | Catégorie                   | Résultat |
| ----- | ---------------------------- | --------------------------- | -------- |
| 2011  | Last Friday Night (T.G.I.F.) | Double de Disque de Platine | Lauréat  |
| 2013  | Part of Me                   | Double de Disque de Platine | Lauréat  |
| 2013  | Wide Awake                   | Double de Disque de Platine | Lauréat  |

### MTV Total Request Live Awards
| Année | Travail nommé                | Catégorie               | Résultat   |
| ----- | ---------------------------- | ----------------------- | ---------- |
| 2009  | Katy Perry                   | Meilleur Nouvel Artiste | Nomination |
| 2011  | Katy Perry                   | Meilleur Look           | Nomination |
| 2011  | Katy Perry                   | Too Much Award          | Nomination |
| 2011  | Katy Perry                   | Wonder Woman Award      | Nomination |
| 2012  | Katy Perry                   | Wonder Woman Award      | Nomination |
| 2012  | Last Friday Night (T.G.I.F.) | Meilleur Clip Vidéo     | Nomination |

## MuchMusic Video Awards
| Année | Travail nommé                       | Catégorie                                     | Résultat   |
| ----- | ----------------------------------- | --------------------------------------------- | ---------- |
| 2009  | I Kissed a Girl                     | Meilleure Clip Vidéo International            | Nomination |
| 2009  | Hot n Cold                          | Meilleure Clip Vidéo International            | Nomination |
| 2010  | Waking Up In Vegas                  | Meilleur Clip Vidéo International             | Nomination |
| 2010  | Starstrukk (avec 3OH!3)             | Clip Vidéo de l'Année - Groupe                | Nomination |
| 2011  | E.T. (Feat. Kanye West)             | Meilleur Clip Vidéo International             | Nomination |
| 2011  | California Gurls (Feat. Snoop Dogg) | Vidéo la plus vue sur MuchMusic.com           | Nomination |
| 2011  | Teenage Dream                       | Vidéo la plus vue sur MuchMusic.com           | Nomination |
| 2012  | Last Friday Night (T.G.I.F.)        | Meilleure Clip Vidéo International de l'Année | Lauréat    |
| 2012  | Katy Perry                          | Meilleur Artiste ou Groupe International      | Lauréat    |
| 2014  | Dark Horse (Feat. Juicy J)          | Meilleure Clip Vidéo International de l'Année | Nomination |
| 2014  | Katy Perry                          | Meilleure Artiste ou Groupe International     | Nomination |

## MP3 Music Awards
| Année | Travail nommé                       | Catégorie                                     | Résultat   |
| ----- | ----------------------------------- | --------------------------------------------- | ---------- |
| 2009  | Waking Up In Vegas                  | The RCD Award Radio / Charts / Téléchargement | Nomination |
| 2010  | California Gurls (Feat. Snoop Dogg) | The MIC Award Musique / Industrie / Choix     | Lauréat    |
| 2011  | Last Friday Night (T.G.I.F.)        | The BFV Award Meilleur / Femme / Vocaliste    | Nomination |
| 2012  | Part of Me                          | The IRP Award Indie / Rock / Pop              | Lauréat    |
| 2014  | Dark Horse (Feat. Juicy J)          | The RCD Award Radio / Charts / Téléchargement | Nomination |

## MYX Music Awards
| Année | Travail nommé | Catégorie                        | Résultat   |
| ----- | ------------- | -------------------------------- | ---------- |
| 2012  | Firework      | Clip Vidéo International Préféré | Lauréat    |
| 2013  | Part of Me    | Clip Vidéo International Préféré | Nomination |
| 2014  | Roar          | Clip Vidéo International Préféré | Lauréat    |

## NARM Music Biz Awards
| Année | Travail nommé | Catégorie          | Résultat |
| ----- | ------------- | ------------------ | -------- |
| 2012  | Katy Perry    | Artiste de l'Année | Lauréat  |

## Nickelodeon's Kids' Choice Awards
| Année | Travail nommé                       | Catégorie                              | Résultat   |
| ----- | ----------------------------------- | -------------------------------------- | ---------- |
| 2009  | I Kissed a Girl                     | Chanson favorite                       | Nomination |
| 2011  | Katy Perry                          | Meilleure Chanteuse Féminine           | Lauréat    |
| 2011  | California Gurls (Feat. Snoop Dogg) | Chanson favorite                       | Nomination |
| 2012  | Katy Perry                          | Meilleure Chanteuse Féminine           | Nomination |
| 2012  | Firework                            | Chanson favorite                       | Nomination |
| 2012  | Les Schtroumpfs                     | Voix favorite dans un film d'animation | Lauréat    |
| 2013  | Katy Perry                          | Meilleure Chanteuse Féminine           | Lauréat    |
| 2014  | Katy Perry                          | Meilleure Chanteuse Féminine           | Nomination |
| 2014  | Roar                                | Chanson favorite                       | Nomination |
| 2014  | Les Schtroumpfs 2                   | Voix favorite dans un film d'animation | Nomination |
| 2015  | Katy Perry                          | Meilleure Chanteuse Féminine           | En attente |
| 2015  | Dark Horse (Feat. Juicy J)          | Chanson Favorite de l'Année            | En attente |

### Nickelodeon Australian Kids Choice Awards
| Année | Travail nommé                       | Catégorie                              | Résultat   |
| ----- | ----------------------------------- | -------------------------------------- | ---------- |
| 2010  | California Gurls (Feat. Snoop Dogg) | Chanson favorite                       | Lauréat    |
| 2011  | Katy Perry                          | Artiste International Favoris          | Lauréat    |
| 2014  | Katy Perry                          | Chanteuse favorite                     | Nomination |
| 2014  | Les Schtroumpfs 2                   | Voix favorite dans un film d'animation | Nomination |
| 2014  | Roar                                | Chanson favorite                       | Nomination |

### Nickelodeon Kids Choice Awards Argentina
| Année | Travail nommé | Catégorie                     | Résultat   |
| ----- | ------------- | ----------------------------- | ---------- |
| 2012  | Katy Perry    | Artiste International Préféré | Nomination |
| 2014  | Katy Perry    | Artiste International Préféré | Nomination |

## Mexican Kids Choice Awards
| Année | Travail nommé | Catégorie                        | Résultat   |
| ----- | ------------- | -------------------------------- | ---------- |
| 2011  | Katy Perry    | Meilleur Artiste International   | Nomination |
| 2011  | Firework      | Meilleure Chanson Internationale | Lauréat    |

## NME Awards
| Année | Travail nommé | Catégorie                                       | Résultat   |
| ----- | ------------- | ----------------------------------------------- | ---------- |
| 2010  | Katy Perry    | La/Le Plus Mal Habillé(e)                       | Nomination |
| 2011  | Teenage Dream | Le Pire Album                                   | Nomination |
| 2011  | Katy Perry    | Les 20 meilleurs Artistes Pop de tous les Temps | Lauréat    |
| 2012  | Katy Perry    | La Femme la plus Sexy                           | Nomination |

## NRJ Music Awards

Katy Perry lors de la cérémonie des NRJ Music Awards 2014.

### Polémique en 2009
La cérémonie s'est déroulée le 17 janvier 2009. À l'occasion des remises des prix, pour la catégorie Chanson Internationale de l'Année, Katy Perry a été annoncée gagnante avec I Kissed a Girl. Cependant, la musique de fond était celle de Rihanna lors de l'annonce avec Disturbia; qui était également nommée dans la même catégorie. À la fin de l'émission, Nikos Aliagas rectifie en annonçant la victoire de Rihanna et présente ses excuses. La seule justification de TF1 et de NRJ, organisateurs de l'événement, est un problème de distribution des enveloppes.

### Problème technique lors de la15eédition
Lors des NRJ Music Awards 2014, l'artiste rencontre également des problèmes, cette fois en live sur sa chanson Roar. La  bande son débute peu de temps avant son entrée et ensuite couvre sa voix. Les téléspectateurs ont nettement pu entendre le décalage. Nikos Aliagas choisi d’arrêter la prestation de la chanteuse au bout de quelques secondes en s'excusant et en lui demandant de recommencer. L'artiste stupéfaite s'exécute visiblement irritée.
L'erreur serait due à un ingénieur du son de TF1 qui aurait lancé la bande son d'urgence pensant qu'un problème technique était survenu.
TF1 et  NRJ on tenu à apporter une explication sur cet incident et à présenter leurs excuses à la chanteuse dans un communiqué de presse paru trois jours après la cérémonie.
| Année             | Travail nommé                       | Catégorie                                                                                    | Résultat   |
| ----------------- | ----------------------------------- | -------------------------------------------------------------------------------------------- | ---------- |
| 2009              | Katy Perry                          | Révélation Internationale                                                                    | Nomination |
| 2009              | One of the Boys                     | Album International de l'Année                                                               | Lauréat    |
| 2009              | I Kissed a Girl                     | Chanson Internationale de l'Année                                                            | Nomination |
| 2011              | Katy Perry                          | Artiste Féminine Internationale de l'Année                                                   | Nomination |
| 2011              | California Gurls (Feat. Snoop Dogg) | Meilleure Chanson Internationale                                                             | Nomination |
| 2011              | California Gurls (Feat. Snoop Dogg) | Meilleur Clip                                                                                | Nomination |
| 2012              | Last Friday Night (T.G.I.F.)        | Meilleur Clip                                                                                | Nomination |
| 2012              | Katy Perry                          | Artiste Féminine Internationale de l'Année                                                   | Nomination |
| 2014 15th Edition | Katy Perry                          | Artiste Féminine Internationale de l'Année                                                   | Lauréat    |
| 2014 15th Edition | Roar                                | Chanson Internationale de l'Année                                                            | Lauréat    |
| 2014 15th Edition | Katy Perry                          | Best Digital Moment                                                                          | Lauréat    |
| 2014              | Katy Perry                          | Artiste Féminine Internationale de l'Année                                                   | Nomination |
| 2014              | Dark Horse (Feat. Juicy J)          | Meilleur Clip                                                                                | Nomination |
| 2017              | Katy perry                          | Artiste Féminine Internationale de l'Année                                                   | En attente |
| 2017              | Feels                               | Groupe/Duo International de l'année partagé avec Calvin Harris, Pharrell Williams & Big Sean | En attente |
| 2017              | Feels                               | Clip de l'année partagé avec Calvin Harris, Pharrell Williams & Big Sean                     | En attente |

## Oye! Awards
| Année | Travail nommé                          | Catégorie                              | Résultat   |
| ----- | -------------------------------------- | -------------------------------------- | ---------- |
| 2009  | Katy Perry                             | Nouvel Artiste de l'Année (en anglais) | Nomination |
| 2012  | Teenage Dream                          | Album de l'Année (en anglais)          | Nomination |
| 2013  | Teenage Dream: The Complete Confection | Album de l'Année (en anglais)          | Nomination |
| 2013  | Part of Me                             | Chanson de l'Année (en anglais)        | Lauréat    |

## People's Choice Awards
| Année | Travail nommé                       | Catégorie                               | Résultat   |
| ----- | ----------------------------------- | --------------------------------------- | ---------- |
| 2009  | I Kissed a Girl                     | Meilleure Chanson Pop                   | Lauréat    |
| 2010  | Katy Perry                          | Meilleur Artiste Pop                    | Nomination |
| 2011  | Katy Perry                          | Meilleure Artiste Féminine              | Lauréat    |
| 2011  | Katy Perry                          | Meilleur Artiste Pop                    | Nomination |
| 2011  | Katy Perry                          | Meilleure Sensation Internet            | Lauréat    |
| 2011  | California Gurls (Feat. Snoop Dogg) | Meilleure Chanson                       | Nomination |
| 2011  | Teenage Dream                       | Meilleur Clip Vidéo                     | Nomination |
| 2012  | Katy Perry                          | Meilleure Artiste Féminine              | Lauréat    |
| 2012  | Katy Perry                          | Meilleur Artiste Pop                    | Nomination |
| 2012  | California Dreams Tour              | Meilleure Tournée en Tête d'affiche     | Lauréat    |
| 2012  | E.T. (Feat. Kanye West)             | Meilleure Chanson                       | Lauréat    |
| 2012  | Last Friday Night (T.G.I.F.)        | Meilleur Clip Vidéo                     | Lauréat    |
| 2012  | How I Met Your Mother               | Meilleure Guest Star en Télévision      | Lauréat    |
| 2012  | Les Schtroumpfs                     | Meilleure Voix dans un Film d'animation | Nomination |
| 2013  | Part of Me                          | Meilleur Clip Vidéo                     | Lauréat    |
| 2013  | Katy Perry                          | Meilleure Artiste Féminine              | Lauréat    |
| 2013  | Katy Perry                          | Meilleur Artiste Pop                    | Lauréat    |
| 2013  | KatyCats                            | Meilleurs Fans en Musique               | Lauréat    |
| 2014  | Katy Perry                          | Meilleure Artiste Féminine              | Nomination |
| 2014  | Katy Perry                          | Meilleur Artiste Pop                    | Nomination |
| 2014  | KatyCats                            | Meilleurs Fans en Musique               | Nomination |
| 2014  | Roar                                | Meilleure Chanson                       | Lauréat    |
| 2014  | Roar                                | Meilleur Clip Vidéo                     | Lauréat    |
| 2015  | Katy Perry                          | Meilleure Artiste Féminine              | Nomination |

## Pollstar Awards
| Année | Travail nommé | Catégorie                            | Résultat   |
| ----- | ------------- | ------------------------------------ | ---------- |
| 2012  | Katy Perry    | Production de Scène la plus Créative | Nomination |
| 2015  | Katy Perry    | Production de Scène la plus Créative | Lauréat    |
| 2015  | Katy Perry    | La plus grande Tournée de l'Année    | Nomination |

## Poptastic Awards
| Année | Travail nommé | Catégorie  | Résultat   |
| ----- | ------------- | ---------- | ---------- |
| 2011  | Teenage Dream | Album      | En attente |
| 2011  | Katy Perry    | Chanteuse  | En attente |
| 2011  | Firework      | Clip Vidéo | En attente |
| 2011  | Firework      | Chanson    | En attente |

## Premios 40 Principales
| Année | Travail nommé              | Catégorie                          | Résultat   |
| ----- | -------------------------- | ---------------------------------- | ---------- |
| 2011  | Katy Perry                 | Meilleur Artiste International     | Nomination |
| 2012  | Katy Perry                 | Meilleur Artiste International     | Nomination |
| 2014  | Prism                      | Meilleur Album International       | Nomination |
| 2014  | Dark Horse (Feat. Juicy J) | Meilleure Clip Vidéo International | Nomination |

## Premios Juventud
| Année | Travail nommé              | Catégorie                           | Résultat   |
| ----- | -------------------------- | ----------------------------------- | ---------- |
| 2014  | Katy Perry                 | Meilleur Artiste (Non Hispanique)   | Nomination |
| 2014  | Roar                       | Meilleure Chanson (Pas en espagnol) | Nomination |
| 2014  | Dark Horse (Feat. Juicy J) | Meilleure Chanson (Pas en espagnol) | Nomination |

## Premios Oye!
| Année | Travail nommé | Catégorie                            | Résultat   |
| ----- | ------------- | ------------------------------------ | ---------- |
| 2009  | Katy Perry    | Révélation Internationale de l'Année | Nomination |
| 2012  | Teenage Dream | Album Internationale de l'Année      | Nomination |

## Premios Viva
| Année | Travail nommé | Catégorie                                 | Résultat |
| ----- | ------------- | ----------------------------------------- | -------- |
| 2013  | Katy Perry    | Meilleure artiste féminine internationale | Lauréat  |
| 2013  | Katy Perry    | Femme la plus Sexy                        | Lauréat  |
| 2013  | Roar          | Meilleur Clip Vidéo Internationale        | Lauréat  |

## Q Awards
| Année | Travail nommé                | Catégorie           | Résultat   |
| ----- | ---------------------------- | ------------------- | ---------- |
| 2008  | I Kissed a Girl              | Meilleure Chanson   | Nomination |
| 2011  | Last Friday Night (T.G.I.F.) | Meilleur Clip Vidéo | Nomination |

## Radio Disney Music Awards
| Année | Travail nommé | Catégorie                    | Résultat   |
| ----- | ------------- | ---------------------------- | ---------- |
| 2013  | Wide Awake    | Meilleure Chanson de Rupture | Nomination |
| 2014  | Katy Perry    | Meilleure Artiste Féminine   | Nomination |
| 2014  | Roar          | Chanson de l'Année           | Nomination |
| 2014  | KatyCats      | Fans les plus Féroces        | Nomination |

## RIAA Awards
| Année | Travail nommé | Catégorie                                                | Résultat |
| ----- | ------------- | -------------------------------------------------------- | -------- |
| 2014  | Katy Perry    | Meilleur Artiste Certifié Digitalement de tous les Temps | Lauréat  |

## Rock on Request Awards
| Année | Travail nommé | Catégorie                | Résultat |
| ----- | ------------- | ------------------------ | -------- |
| 2008  | Katy Perry    | Meilleure Nouvelle Venue | Lauréat  |

## RTHK International Pop Poll Awards
| Année | Travail nommé                       | Catégorie                                       | Résultat   |
| ----- | ----------------------------------- | ----------------------------------------------- | ---------- |
| 2011  | Katy Perry                          | Meilleure Artiste Féminine                      | Nomination |
| 2011  | California Gurls (Feat. Snoop Dogg) | Top 10 des Chansons Disque d'Or Internationales | Lauréat    |
| 2012  | Last Friday Night (T.G.I.F.)        | Top 10 des Chansons Disque d'Or Internationales | Lauréat    |
| 2014  | Katy Perry                          | Meilleure Artiste Féminine                      | Lauréat    |
| 2014  | Roar                                | Super Chanson Disque d'Or                       | Lauréat    |
| 2014  | Roar                                | Top 10 des Chansons Disque d'Or Internationales | Lauréat    |

## Soul and Jazz Awards
| Année | Travail nommé                       | Catégorie                     | Résultat   |
| ----- | ----------------------------------- | ----------------------------- | ---------- |
| 2010  | One of the Boys                     | Album de l'Année              | Nomination |
| 2010  | One of the Boys                     | Meilleur Album Pop de l'Année | Nomination |
| 2010  | Katy Perry                          | Meilleure Interprète Pop      | Nomination |
| 2010  | California Gurls (Feat. Snoop Dogg) | Meilleure Collaboration       | Lauréat    |
| 2010  | Teenage Dream                       | Hit de l'Année                | Lauréat    |
| 2011  | Teenage Dream                       | Album de l'Année              | Lauréat    |
| 2011  | Teenage Dream                       | Album Pop de l'Année          | Nomination |
| 2011  | Katy Perry                          | Artiste de l'Année            | Lauréat    |
| 2011  | Katy Perry                          | Meilleure Interprète Pop      | Nomination |
| 2011  | Teenage Dream                       | Single de l'Année             | Lauréat    |
| 2011  | Teenage Dream                       | Clip Vidéo de l'Année         | Lauréat    |
| 2011  | E.T. (Feat. Kanye West)             | Futur Hit de 2011             | Nomination |

## Swiss Music Awards
| Année | Travail nommé   | Catégorie                       | Résultat   |
| ----- | --------------- | ------------------------------- | ---------- |
| 2009  | I Kissed a Girl | Meilleure Chanson International | Nomination |

## Teen Choice Awards
| Année | Travail nommé                           | Catégorie                                            | Résultat   |
| ----- | --------------------------------------- | ---------------------------------------------------- | ---------- |
| 2008  | I Kissed a Girl                         | Choix Musique: Chanson de l'Été                      | Nomination |
| 2008  | Katy Perry                              | Choix MySpacer                                       | Nomination |
| 2009  | Katy Perry                              | Choix Musique: Artiste Féminine                      | Nomination |
| 2009  | Hot n Cold                              | Choix Musique: Single par une Artiste Féminine       | Nomination |
| 2009  | One of the Boys                         | Choix Musique: Album (Artiste Féminine)              | Nomination |
| 2010  | Katy Perry                              | Choix Été: Artiste Féminine en Musique               | Nomination |
| 2010  | Katy Perry                              | Choix Fashion: Hottie Féminine                       | Nomination |
| 2010  | Katy Perry                              | Choix Fashion: Icone Fashion Féminine du Tapis Rouge | Nomination |
| 2010  | California Gurls (Feat. Snoop Dogg      | Choix Musique: Single par une Artiste Féminine       | Lauréat    |
| 2010  | California Gurls (Feat. Snoop Dogg      | Choix Été: Chanson                                   | Lauréat    |
| 2010  | If We Ever Meet Again (Feat. Timbaland) | Choix Musique: Hook Up                               | Nomination |
| 2011  | Katy Perry                              | Choix Musique: Artiste Féminine                      | Nomination |
| 2011  | Katy Perry                              | Choix Été: Star Féminine de la Musique               | Lauréat    |
| 2011  | Firework                                | Choix Musique: Single par une Artiste Féminine       | Nomination |
| 2011  | Teenage Dream                           | Choix Musique: Chanson d'Amour                       | Nomination |
| 2011  | Last Friday Night (T.G.I.F.)            | Choix Musique: Chanson de l'Été                      | Nomination |
| 2012  | Katy Perry                              | Choix Musique: Artiste Féminine                      | Nomination |
| 2012  | Katy Perry                              | Choix Fashion: Hottie Féminine                       | Nomination |
| 2012  | Katy Perry                              | Choix Fashion: Icone Fashion Féminine du Tapis Rouge | Lauréat    |
| 2012  | Katy Perry                              | Choix Été: Star Féminine de la Musique               | Nomination |
| 2012  | Part of Me                              | Choix Musique: Single par une Artiste Féminine       | Nomination |
| 2012  | Wide Awake                              | Choix Musique: Chanson de Rupture                    | Nomination |
| 2012  | The Sims 3: Showtime - Katy Perry       | Choix Autre: Jeu vidéo                               | Nomination |
| 2012  | Katy Perry: Part of Me                  | Choix Film: Film de l'été (Comédie/Musique)          | Lauréat    |
| 2013  | Katy Perry                              | Choix Autre: Personnalité Twitter                    | Nomination |
| 2014  | Katy Perry                              | Choix Musique: Artiste Féminine                      | Nomination |
| 2014  | Katy Perry                              | Choix Internet: Reine des Réseaux Sociaux            | Lauréat    |
| 2014  | Katy Perry                              | Choix Internet: Twit                                 | Nomination |
| 2014  | Dark Horse (Feat. Juicy J)              | Choix Musique: Single par une Artiste Féminine       | Nomination |
| 2014  | The Prismatic World Tour                | Choix Été: Tournée                                   | Nomination |

## Teen Music
| Année | Travail nommé | Catégorie  | Résultat |
| ----- | ------------- | ---------- | -------- |
| 2009  | Katy Perry    | Révélation | Lauréat  |

## Telehit Awards
| Année | Travail nommé              | Catégorie                                   | Résultat   |
| ----- | -------------------------- | ------------------------------------------- | ---------- |
| 2011  | Katy Perry                 | Artiste de l'Année                          | Nomination |
| 2011  | Firework                   | Clip Vidéo de l'Année                       | Nomination |
| 2011  | Teenage Dream              | Album International de l'Année              | Lauréat    |
| 2011  | California Dreams Tour     | Meilleure Tournée Pop Internationale        | Nomination |
| 2012  | Wide Awake                 | Clip Vidéo de l'Année                       | Nomination |
| 2014  | Dark Horse (Feat. Juicy J) | Clip Vidéo de l'Année                       | Lauréat    |
| 2014  | Prism                      | Meilleur Album Pop par une Artiste Féminine | Lauréat    |

## The Radio Academy Awards
| Année | Travail nommé | Catégorie                                            | Résultat |
| ----- | ------------- | ---------------------------------------------------- | -------- |
| 2011  | Katy Perry    | Artiste le/la plus joué(e) sur une radio britannique | Lauréat  |

## The Record of the Year Awards
| Année | Travail nommé                       | Catégorie | Résultat   |
| ----- | ----------------------------------- | --------- | ---------- |
| 2008  | I Kissed a Girl                     | 4to Place | Nomination |
| 2010  | California Gurls (Feat. Snoop Dogg) | 6to Place | Nomination |

## Trevor Project Awards
| Année | Travail nommé | Catégorie          | Résultat |
| ----- | ------------- | ------------------ | -------- |
| 2011  | Katy Perry    | Trevor Hero Awards | Lauréat  |

## TRL Music Awards
| Année | Travail nommé | Catégorie          | Résultat   |
| ----- | ------------- | ------------------ | ---------- |
| 2011  | Katy Perry    | Meilleur Look      | Nomination |
| 2011  | Katy Perry    | Too Much Award     | Nomination |
| 2011  | Katy Perry    | Wonder Woman Award | Nomination |

## TV Guys Choice Awards
| Année | Travail nommé | Catégorie        | Résultat |
| ----- | ------------- | ---------------- | -------- |
| 2009  | Katy Perry    | Meilleure Sirène | Lauréat  |

## UK Festival of the Year Awards
| Année | Travail nommé | Catégorie                 | Résultat   |
| ----- | ------------- | ------------------------- | ---------- |
| 2009  | Katy Perry    | Festival Fitty de l'Année | Nomination |

## Virgin Media Music Awards
| Année | Travail nommé                       | Catégorie               | Résultat   |
| ----- | ----------------------------------- | ----------------------- | ---------- |
| 2008  | I Kissed a Girl                     | Meilleure Chanson       | Lauréat    |
| 2010  | California Gurls (Feat. Snoop Dogg) | Meilleur Clip Vidéo     | Nomination |
| 2010  | California Gurls (Feat. Snoop Dogg) | Meilleur Single         | Nomination |
| 2010  | Katy Perry                          | Meilleur Artiste Solo   | Nomination |
| 2010  | Katy Perry                          | Femme la plus élégante  | Nomination |
| 2010  | Katy Perry & Snoop Dogg             | Meilleure Collaboration | Nomination |
| 2010  | Teenage Dream                       | Meilleur Album          | Nomination |
| 2011  | Firework                            | Meilleur Clip Vidéo     | Nomination |
| 2011  | Firework                            | Meilleure Chanson       | Nomination |
| 2011  | Katy Perry                          | Meilleure Femme         | Nomination |
| 2011  | Katy Perry                          | Femme la plus élégante  | Nomination |
| 2012  | Wide Awake                          | Meilleur Clip Vidéo     | Lauréat    |

## VH1 Awards
| Année | Travail nommé                       | Catégorie                                                            | Résultat |
| ----- | ----------------------------------- | -------------------------------------------------------------------- | -------- |
| 2010  | California Gurls (Feat. Snoop Dogg) | Top 40 des Clips Vidéos de 2010                                      | 3e       |
| 2011  | I Kissed a Girl                     | Les 100 plus grandes chansons des années 2000                        | 43e      |
| 2011  | Teenage Dream                       | Top 100 des Clips Vidéos de 2011                                     | 77e      |
| 2011  | California Gurls (Feat. Snoop Dogg) | Top 100 des Clips Vidéos de 2011                                     | 66e      |
| 2011  | Last Friday Night (T.G.I.F.)        | Top 100 des Clips Vidéos de 2011                                     | 59e      |
| 2011  | Firework                            | Top 100 des Clips Vidéos de 2011                                     | 25e      |
| 2011  | E.T. (Feat. Kanye West)             | Top 100 des Clips Vidéos de 2011                                     | 4e       |
| 2012  | Katy Perry                          | Les 100 plus grandes femmes en musique                               | 17e      |
| 2013  | Katy Perry                          | Les 100 Artistes les plus Sexy                                       | 18e      |
| 2013  | Teenage Dream                       | Les 30 couvertures d'Albums « nues » les plus Sexy de tous les Temps | 2e       |

### VH1 "Do Something!" Awards
| Année | Travail nommé | Catégorie                | Résultat   |
| ----- | ------------- | ------------------------ | ---------- |
| 2011  | Katy Perry    | Meilleur Artiste Musical | Nomination |
| 2012  | Katy Perry    | Meilleur Artiste Musical | Nomination |

### VH1′s Song Of The Summer
| Année | Travail nommé                | Catégorie        | Résultat |
| ----- | ---------------------------- | ---------------- | -------- |
| 2011  | Last Friday Night (T.G.I.F.) | Chanson de l'Été | Lauréat  |
| 2012  | Wide Awake                   | Chanson de l'Été | Lauréat  |

## Webby Awards
| Année | Travail nommé  | Catégorie                                         | Résultat   |
| ----- | -------------- | ------------------------------------------------- | ---------- |
| 2011  | Pieces of Katy | Meilleure Campagne d'éducation/à but non lucratif | Nomination |

## World Music Awards
| Année | Travail nommé   | Catégorie                                                 | Résultat   |
| ----- | --------------- | --------------------------------------------------------- | ---------- |
| 2008  | Katy Perry      | Meilleure Vendeuse Pop/Rock Mondial                       | Nomination |
| 2008  | Katy Perry      | Meilleure Nouvelle Vendeuse Musical Mondial               | Nomination |
| 2014  | Katy Perry      | Meilleur "Entertainer" Mondial de l'Année                 | Nomination |
| 2014  | Katy Perry      | Meilleure Artiste Féminine Mondial                        | Nomination |
| 2014  | Katy Perry      | Meilleur Concert Mondial                                  | Nomination |
| 2014  | Katy Perry      | Meilleure Vendeuse Pop Mondial                            | Lauréat    |
| 2014  | Roar            | Meilleure Chanson Vendue par une Artiste Féminine Mondial | Lauréat    |
| 2014  | Roar            | Meilleure Chanson Mondial                                 | Nomination |
| 2014  | Roar            | Meilleur Clip Vidéo Mondial                               | Nomination |
| 2014  | Unconditionally | Meilleure Chanson Mondial                                 | Nomination |
| 2014  | Unconditionally | Meilleur Clip Vidéo Mondial                               | Nomination |
| 2014  | Walking on Air  | Meilleure Chanson Mondial                                 | Nomination |
| 2014  | Walking on Air  | Meilleur Clip Vidéo Mondial                               | Nomination |
| 2014  | Wide Awake      | Meilleure Chanson Mondial                                 | Nomination |
| 2014  | Wide Awake      | Meilleur Clip Vidéo Mondial                               | Nomination |
| 2014  | Teenage Dream   | Meilleur Album Mondial                                    | Nomination |
| 2014  | Prism           | Meilleur Album Mondial                                    | Nomination |

## Yanosfky Awards
| Année | Travail nommé | Catégorie                  | Résultat |
| ----- | ------------- | -------------------------- | -------- |
| 2010  | Katy Perry    | Meilleure Artiste Féminine | Lauréat  |
| 2010  | Teenage Dream | Meilleur Album             | Lauréat  |

## YouTube Music Awards
| Année | Travail nommé | Catégorie          | Résultat   |
| ----- | ------------- | ------------------ | ---------- |
| 2013  | Katy Perry    | Artiste de l'Année | Nomination |

## Z Awards
| Année | Travail nommé           | Catégorie                     | Résultat   |
| ----- | ----------------------- | ----------------------------- | ---------- |
| 2008  | Katy Perry              | Meilleur Nouvel Artiste       | Nomination |
| 2010  | Katy Perry              | Artiste le/la plus demandé(e) | Nomination |
| 2010  | Teenage Dream           | Album de l'Année              | Lauréat    |
| 2011  | E.T. (Feat. Kanye West) | Collaboration de l'Année      | Nomination |